# Witheridge
Witheridge est un village et une paroisse civile du Devon, situé dans le sud-ouest de l'Angleterre. 

## Jumelage
Le village est jumelé avec Cambremer en Normandie, en France, et les deux villages organisent des voyages d'échange annuels (mais pas uniquement pour les étudiants).

## Personnalités
Witheridge est le lieu de naissance de Mary Baker, une mythomane réputée qui, en 1817, se faisait passer pour la « Princesse Caraboo » et se déclarait issue d'un royaume insulaire lointain mais fictif.